# 永井俊太
永井 俊太（ながい しゅんた、1982年7月12日 - ）は、東京都出身の元プロサッカー選手、サッカー指導者。現役時代のポジションはミッドフィールダー。実父は元日本代表選手でジェフユナイテッド市原、アルビレックス新潟などで監督を務めた永井良和、妻はタレントの白石知世。

## 来歴
船橋市立船橋高等学校では、1999年度に第78回全国高等学校サッカー選手権大会に優勝。千葉県選抜の一員として1999年度の国体に優勝した。
2001年、柏レイソルに加入。同年には2001 FIFAワールドユース選手権に出場するU-20日本代表に選出される。2002年4月27日、ヤマザキナビスコカップ予選リーグの試合で公式戦初出場、同年7月24日のJ1・1stステージ第10節にてリーグ戦初出場。
2004年8月から水戸ホーリーホックに期限付き移籍。その後、期限付き移籍期間を延長して2005年も水戸でプレー水戸では主にミッドフィールダーとして出場。また、在籍中の2005年5月7日のベガルタ仙台戦でJ2リーグ通算4000ゴール目となるゴールを決めた。
2006年シーズンより柏に復帰。2009年6月に出場機会を求めて愛媛FCへ期限付き移籍。ボランチとしてチームを機能させ、レギュラーを勝ち取った。
2009年シーズン限りで柏との契約が満了。2010年2月、現役引退と柏レイソル強化部スタッフ就任が発表された。柏のスクール、U-12、U-15、U-18などでコーチ、柏と相互支援契約を結ぶ日本体育大学柏高等学校で2015年にヘッドコーチを歴任し、2016年3月にU-18監督に就任。

## 所属クラブ
- 1995年 - 1997年 千葉市立蘇我中学校[1]
- 1998年 - 2000年 市立船橋高校[1]
  - 2000年 ジェフユナイテッド市原 (強化指定選手)
- 2001年 - 2009年 柏レイソル
  - 2004年8月 - 2005年 水戸ホーリーホック (期限付き移籍)
  - 2009年6月 - 同年12月 愛媛FC (期限付き移籍)

## 個人成績
| 国内大会個人成績 | 国内大会個人成績 | 国内大会個人成績 | 国内大会個人成績 | 国内大会個人成績 | 国内大会個人成績 | 国内大会個人成績 | 国内大会個人成績 | 国内大会個人成績 | 国内大会個人成績 | 国内大会個人成績 | 国内大会個人成績 |
| 年度             | クラブ           | 背番号           | リーグ           | リーグ戦         | リーグ戦         | リーグ杯         | リーグ杯         | オープン杯       | オープン杯       | 期間通算         | 期間通算         |
| 年度             | クラブ           | 背番号           | リーグ           | 出場             | 得点             | 出場             | 得点             | 出場             | 得点             | 出場             | 得点             |
| 日本             | 日本             | 日本             | 日本             | リーグ戦         | リーグ戦         | リーグ杯         | リーグ杯         | 天皇杯           | 天皇杯           | 期間通算         | 期間通算         |
| ---------------- | ---------------- | ---------------- | ---------------- | ---------------- | ---------------- | ---------------- | ---------------- | ---------------- | ---------------- | ---------------- | ---------------- |
| 2001             | 柏               | 17               | J1               | 0                | 0                | 0                | 0                | 0                | 0                | 0                | 0                |
| 2002             | 柏               | 17               | J1               | 2                | 0                | 4                | 0                | 0                | 0                | 6                | 0                |
| 2003             | 柏               | 17               | J1               | 10               | 0                | 6                | 0                | 1                | 0                | 17               | 0                |
| 2004             | 柏               | 17               | J1               | 2                | 0                | 2                | 0                | -                | -                | 4                | 0                |
| 2004             | 水戸             | 19               | J2               | 15               | 0                | -                | -                | 2                | 0                | 17               | 0                |
| 2005             | 水戸             | 19               | J2               | 42               | 4                | -                | -                | 2                | 0                | 44               | 4                |
| 2006             | 柏               | 17               | J2               | 19               | 0                | -                | -                | 2                | 0                | 21               | 0                |
| 2007             | 柏               | 17               | J1               | 18               | 0                | 5                | 0                | 0                | 0                | 23               | 0                |
| 2008             | 柏               | 17               | J1               | 7                | 0                | 2                | 0                | 0                | 0                | 9                | 0                |
| 2009             | 柏               | 17               | J1               | 1                | 0                | 0                | 0                | -                | -                | 1                | 0                |
| 2009             | 愛媛             | 24               | J2               | 26               | 0                | -                | -                | 1                | 0                | 27               | 0                |
| 通算             | 日本             | 日本             | J1               | 40               | 0                | 19               | 0                | 1                | 0                | 60               | 0                |
| 通算             | 日本             | 日本             | J2               | 102              | 4                | -                | -                | 7                | 0                | 109              | 4                |
| 総通算           | 総通算           | 総通算           | 総通算           | 142              | 4                | 19               | 0                | 8                | 0                | 169              | 4                |

- 強化指定選手としての公式戦出場はなし

## 代表歴
- U-20日本代表
  - 2001年 2001 FIFAワールドユース選手権

## 指導歴
- 2010年 - 2022年 柏レイソル
  - 2010年 スクールコーチ
  - 2012年 U-12 コーチ
  - 2013年 U-18 コーチ
  - 2014年 U-15 コーチ
  - 2015年 日本体育大学柏高等学校 コーチ
  - 2016年1月 - 2016年3月 U-18 コーチ
  - 2016年 - 2017年 U-18 監督
  - 2018年 - 2020年 U-18 コーチ(Bチーム監督)
  - 2021年 U-15 監督
  - 2022年 U-18 コーチ(Bチーム監督)
- 2023年 - ジェフユナイテッド市原・千葉 コーチ